# Spoorlijn Odense - Faaborg
De spoorlijn Odense - Faaborg (Deens: Odense-Nørre Broby-Faaborg Jernbane) was een lokale spoorlijn op Funen in Denemarken. De spoorlijn werd op 2 oktober 1906 in gebruik genomen door de Odense - Nørre Broby - Faaborg Jernbane (ONFJ) en liep vanaf Odense in zuidelijke richting via Nørre Broby naar Faaborg. Op 1 april 1949 werd de spoorlijn en de exploitatie overgenomen door de Danske Statsbaner (DSB).

## Geschiedenis
De spoorlijn maakte ooit deel uit van een omvangrijk netwerk op Funen met Ringe als middelpunt, bestaande uit een ringlijn van Odense via Nørre Broby, Faaborg en Svendborg naar Nyborg met dwarsverbindingen vanuit Odense, Faaborg, Svendborg en Nyborg naar Ringe. Van deze lijnen wordt alleen nog de lijn tussen Odense en Svendborg geëxploiteerd, van de lijn tussen Faaborg en Ringe wordt het gedeelte tussen Faaborg en Korinth gebruikt door de Syd Fyenske Veteranjernbane. De overige lijnen zijn opgebroken.
Vanaf de opening tot de sluiting op 22 mei 1954 was het station Odense Syd het hoofdstation van deze spoorlijn in Odense.